# Пісочник чорнощокий
Пісочник чорнощокий (Thinornis novaeseelandiae) — вид сивкоподібних птахів родини сивкових (Charadriidae).

## Поширення
Ендемік Нової Зеландії. Раніше він був поширений на Південному та Північному островах Нової Зеландії, але вимер, ймовірно, через хижацтво інтродукованих котів і щурів. Він зберігся на одному невеликому острові Рангатіра на островах Чатем. У 1999 році виявлено невелику гніздову популяцію з 21 птаха на сусідньому Західному рифі. Проте у 2003 році колонія зникла. У 2001—2003 роках вид був успішно інтродукований на острів Мангере. У 1998 році був заселений на острів Портленд (що розташований між Південним і Північним островами), але популяція там знаходиться стабільно низькою на рівні 4-7 пар.

### Чисельність
У 2015/16 роках загальна популяція нараховувала 65-70 гніздових пар, із загальною кількістю статевозрілих особин після розмноження на початку 2016 року близько 175 особин. Близько 70 % гніздових пар були в одному місці на острові Рангатіра. Це єдине населення, яке наразі можна вважати відносно безпечним і самодостатнім у довгостроковій перспективі. Чисельність на Рангатірі та Мангере наразі стабільна.